# Волжская набережная (Ярославль)
Во́лжская на́бережная — набережная по правому берегу Волги в центральной части города Ярославля. Лежит между Которосльной набережной и Николаевским мостом. Нумерация домов ведётся от Которосльной набережной.
В начале нижнего яруса набережной расположен парк на Стрелке.

## История

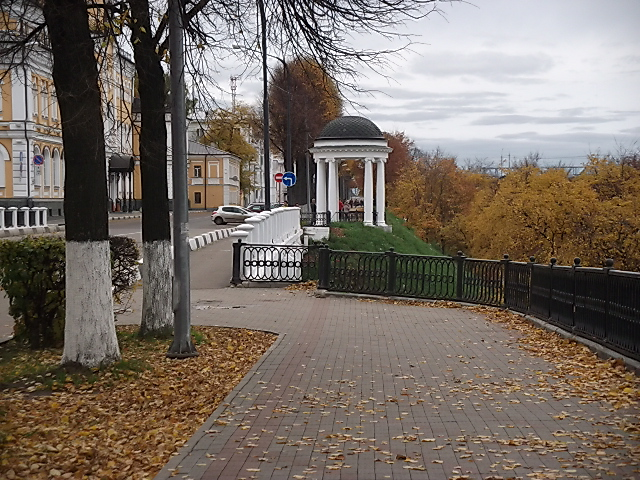
Беседка у Флотского спуска

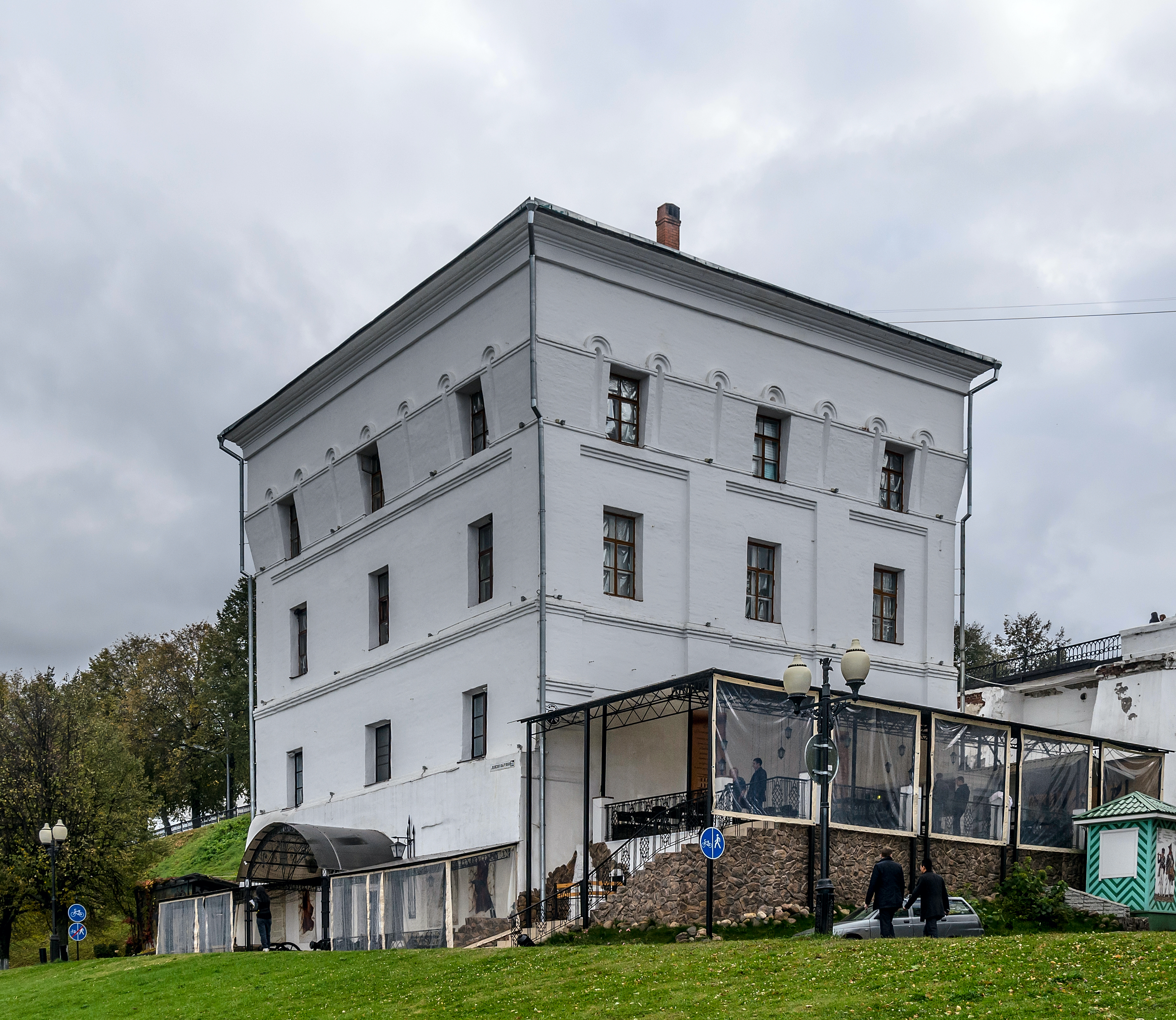
Волжская башня

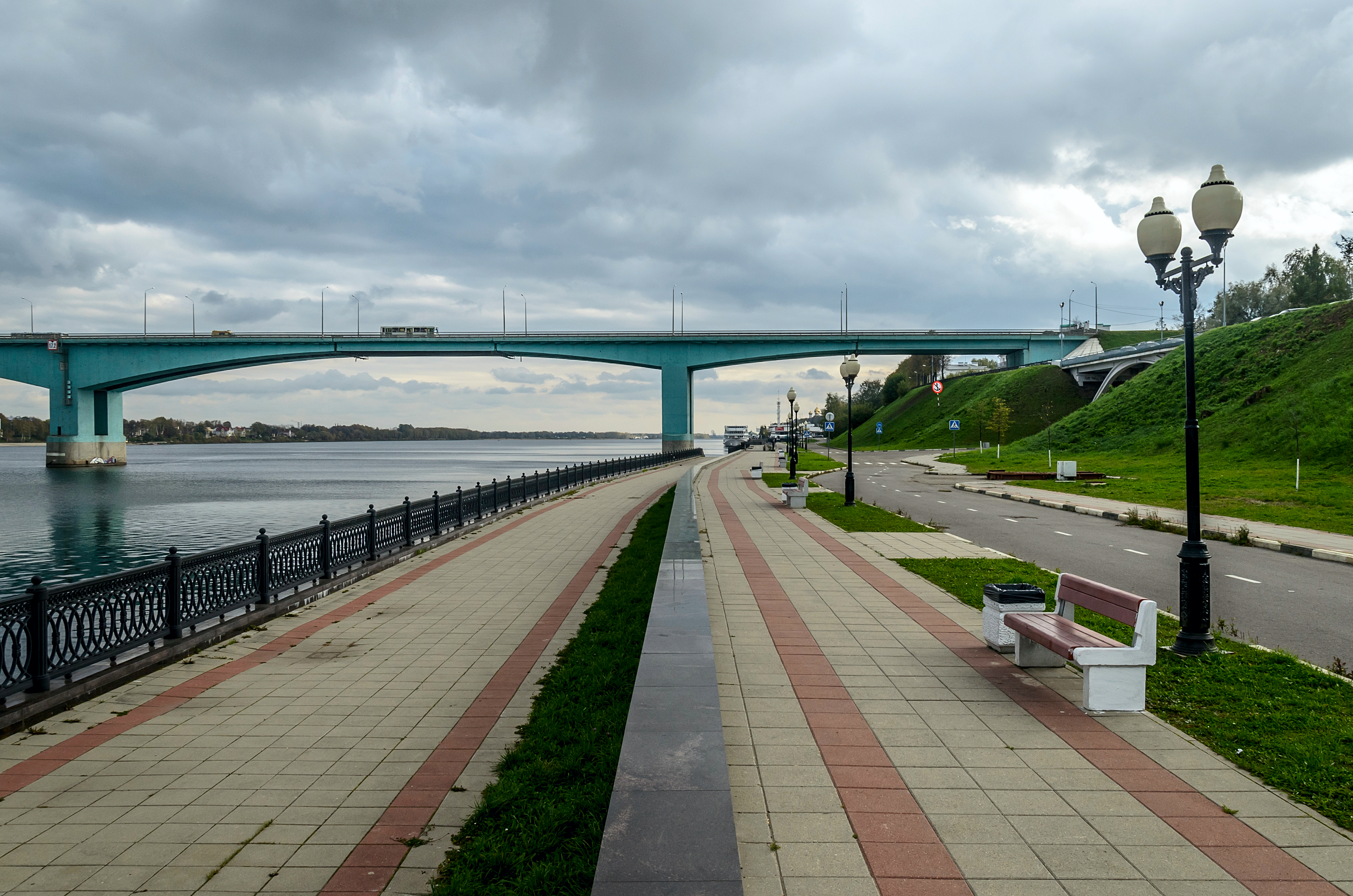
Нижний уровень Волжской набережной

В XI веке на стрелке Волги и Которосли появился Ярославский кремль, а в 2 км севернее на берегу Волги — Петровский монастырь. Между ними разрастались городской посад и предместья, к XVI веку занявшие всю протяжённость современной набережной. Возвышавшиеся вдоль набережной храмы — Успенский собор, Ильинско-Тихоновская, Борисо-Глебская, Никольская, Христорождественская, Благовещенская и Петропавловская церкви — были основаны ещё в XI—XIII веках. В XVII веке на набережной появились каменные жилые дома и оборонительные сооружения, были перестроены в камне все церкви; из зданий того времени сохранились митрополичьи палаты, Волжская башня и Благовещенская церковь.

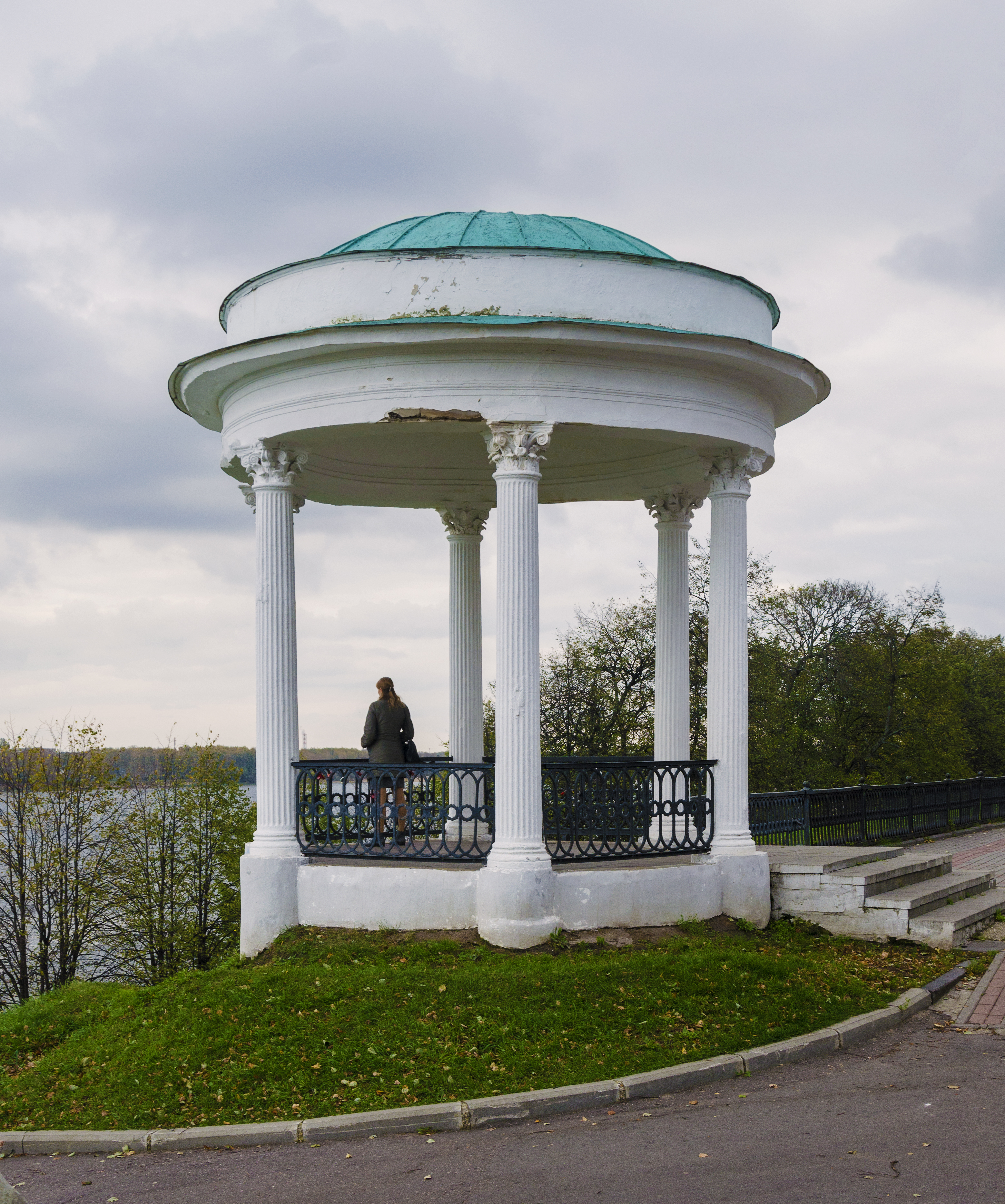
Беседка у Мякушкинского спуска

Первые попытки укрепить волжскую набережную были предприняты в 1757 году: монастырям дали распоряжение собрать камень, но тогда удалось укрепить только берег у архиерейского дома на Стрелке. При перестройке города по регулярному плану 1778 года линия застройки Волжской набережной была отодвинута от берега и спрямлена, набережная значительно расширена.
В 1823 году Ярославль посетил император Александр I, и, увидев крайне неухоженное состояние волжского берега, удовлетворил ходатайство губернатора Александра Безобразова о выделении средств на укрепление подмываемого волжскими разливами берега и строительство набережной от стрелки до церкви Петра и Павла у Пятницкого спуска. На эти цели император выделил 20 тыс. рублей. Основные работы начались в мае 1825 года по проекту инженера Гермеса. Согласно проекту выравнивались и покрывались дёрном откосы, нижняя их часть укреплялась бутовым камнем. Для этого завезли около 113 200 кубометров земли с левого берега реки и Нижнего острова (для её перевозки потребовалось 836 судов и барж). Было использовано 17 500 кубометров бутового камня (его бесплатно доставляли по 4 кубометра все торговые суда, приплывавшие в Ярославль) и уложено около 35 000 кубометров мха. Набережную украсили чугунной решеткой, поставленной взамен деревянного ограждения в 1831 году (на все эти работы Николай I пожаловал ещё 70 000 рублей). Также были произведены посадки липовой аллеи вдоль набережной и сооружены Волжский, Семёновский и Воздвиженский мосты через одноимённые овраги-спуски. Основные работы на набережной Волги и небольшой части на берегу Которосли закончились в июне 1835 года. В 1840-е годы на Волжской набережной построена беседка, ставшая одним из символов города.
В 1944 году мостовая была заменена на асфальт, посажены новые деревья. В 1970-х сооружён новый мост через Пятницкий съезд, набережная продлена до железнодорожного моста.
К 1000-летию Ярославля был реконструирован нижний ярус набережной — его расширили почти по всей длине, укрепили берег шпунтами Ларсена, вымостили гранитом новую прогулочную дорожку, а старую сделали первой в Ярославле велодорожкой.

## Здания и сооружения
- № 1/2 — Собор Успения Пресвятой Богородицы
- № 1 — Музей древнерусского и декоративно-прикладного искусства. Бывшие митрополичьи палаты построенные в 1680-е годы. В 1830 году здание было перестроено. Сильно пострадало во время артобстрела города Красной армией. В 1920-е годы было частично реставрировано. В 1970-е годы проведена капитальная реставрация.
- № 2а — Волжская (Арсенальная) башня, одна из трёх сохранившихся башен Земляного города. Возведена в 1658—1669 годах, в 1840-е годы перестроена.
- № 4 — Ярославский речной порт.
- № 5 — Ильинско-Тихоновская церковь. Построена в 1825—1831 годах
- № 7 — Дом Болконского. Построен в конце XVIII века
- № 11 — Жилой дом в русском стиле. Бывшая глазная лечебница, построенная на средства ярославского купечества в 1901—1903 годах, по инициативе врача-офтальмолога Ивана Кацаурова. Приём больных вёл сам Кацауров, лечение для ярославцев было бесплатным. Позже в здании располагалось гинекологическое отделение больницы № 1[8]
- № 13 — Бывшая городская амбулатория, построенная в 1896 году на средства ярославского купца Николая Петровича Пастухова[9]
- № 15 — Здание «Дома общества врачей»
- № 17 — Музей истории города Ярославля. Бывшая усадьба Кузнецова[10]
- № 23 — Ярославский художественный музей. Бывший губернаторский дом.
- № 27 — Департамент образования мэрии города Ярославля. Бывший дом Мякушкина[11]
- № 29 — Дом купца Качурова
- № 31а — Бывший дом Дедюлина. Возведён на рубеже XVIII—XIX веков, в 1-й трети XIX века перестроен в стиле классицизма. В особняке проживал Я. И. Дедюлин — руководитель Ярославского ополчения 1812 года. В 1890-е годы домовладение принадлежало Д. И. Чистякову, владевшему и соседними зданиями. Памятник федерального значения[12]
- № 33 — Дом Кирпичевых-Соболевых
- № 33а — Частный музей «Музыка и время»
- № 39а — Дом Масленниковых
- № 45 — Дом Куракиных
- № 49 — Дом Акцизного управления
- № 51 — Церковь Вознесения Господня
- № 51/2 — Церковь Благовещения Пресвятой Богородицы
- № 59 — Управление Северной железной дороги. Бывшее Женское духовное училище
- № 67 — Усадьба Тихомировых[13]

## Памятники и мемориальные доски
- Памятник Николаю Некрасову
- Памятная доска на доме # 19, где проживал Ф. И. Лощенков[14]